# فرانچسکو آلبانی
فرانچسکو آلبانی (ایتالیایی: Francesco Albani; ‏۱۷ اوت ۱۵۷۸ – ۴ اکتبر ۱۶۶۰) نقاش اهل ایتالیا بود.

## نگارخانه

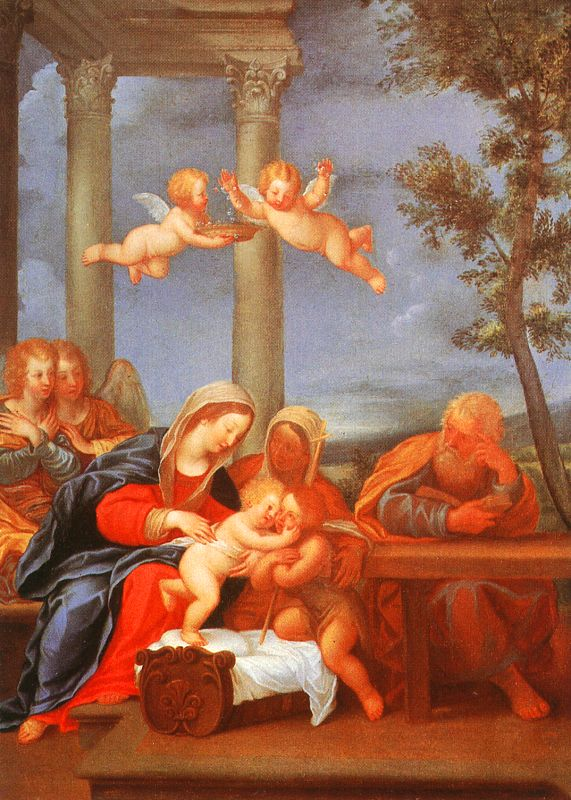
The Holy Family (Sacra Famiglia),1630-35 oil on canvas, Galleria Pitti, Florence
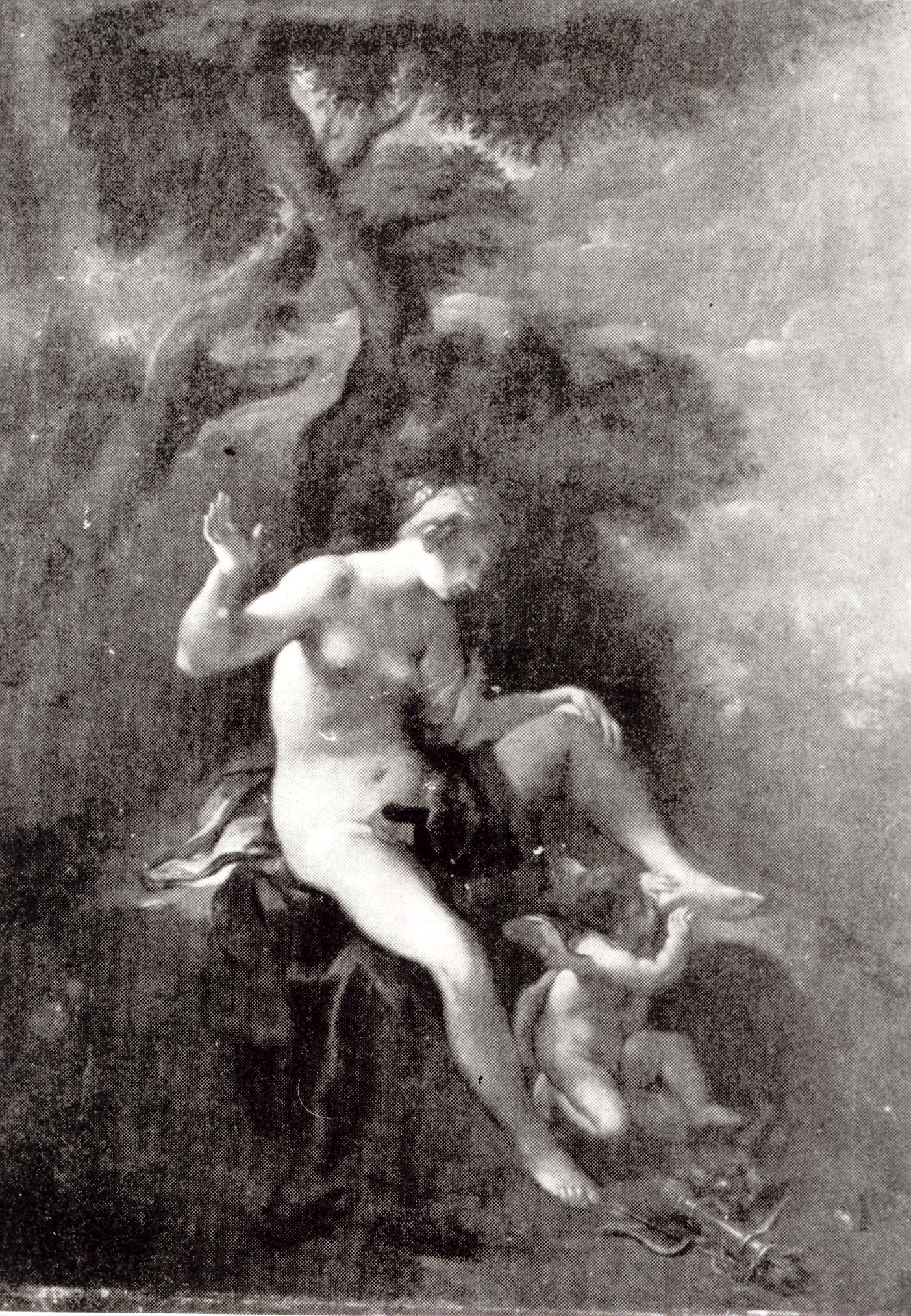
Venus and Amor, oil on canvas